# Huperzia
Huperzia is het grootste geslacht van de wolfsklauwfamilie. Kenmerkend zijn de dichotoom vertakte stengels. De enige soort in continentaal Europa is de dennenwolfsklauw.

## Beschrijving
Anders dan de andere wolfsklauwen hebben leden van het geslacht Huperzia geen kruipende stengels. De planten wortelen op één centraal punt van waaruit de strikt dichotoom vertakte bovengrondse delen ontspruiten. Gedurende de groei ontstaat er in de loop van de seizoenen zones met alleen steriele bladeren (microfyllen) en zones met bladeren die in de oksel een sporangium dragen (sporofyllen, maar hier ook wel stegofyllen genoemd). Sommige soorten kunnen zich vegetatief vermenigvuldigen door middel van broedknoppen.

## Verspreiding en ecologie
Er zijn meer dan driehonderd soorten, vooral in de tropen. Met name de Andes zijn rijk aan soorten. De meeste soorten zijn epifyten, die veelal lang afhangen in tropische bergbossen. De terrestrische soorten zijn geëvolueerd uit epifyten. Deze verdragen over het algemeen weinig concurrentie en zijn vaak pioniersoorten.

## Naam
De botanische naam Huperzia memoreert de Duitse botanicus Johann Peter Huperz (1771-1816). 

## Eigenschappen
Leden van dit geslacht bevatten alkaloïden en andere bioactieve inhoudsstoffen die een giftige en/of medicinale werking op het menselijk lichaam kunnen hebben. De bekendste hiervan is huperzine A. Soorten die als geneeskruid werden toegepast zijn Huperzia carinata, Huperzia selago en Huperzia serrata.

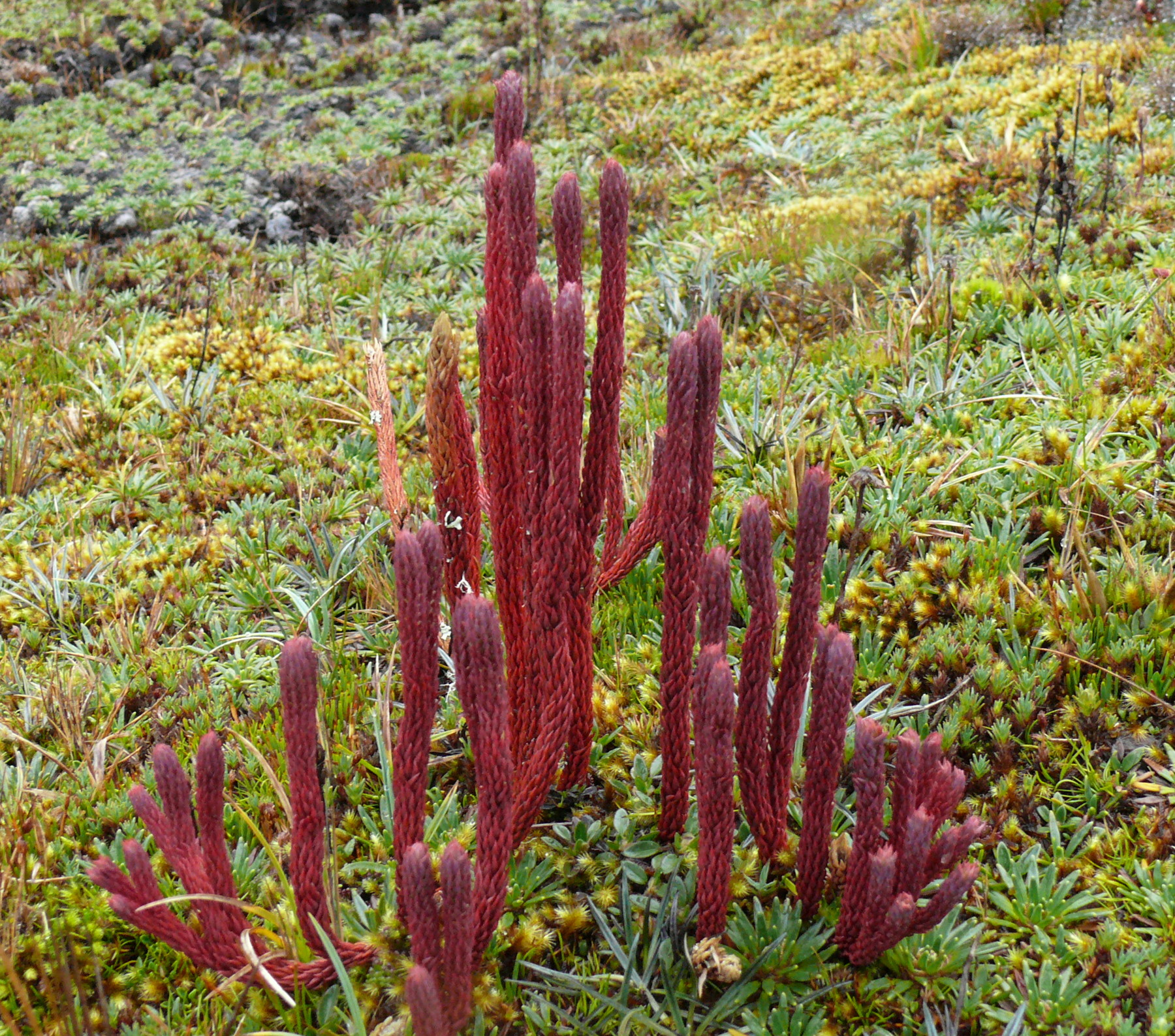
Huperzia crassa var. manus-diaboli (Andes, Ecuador)
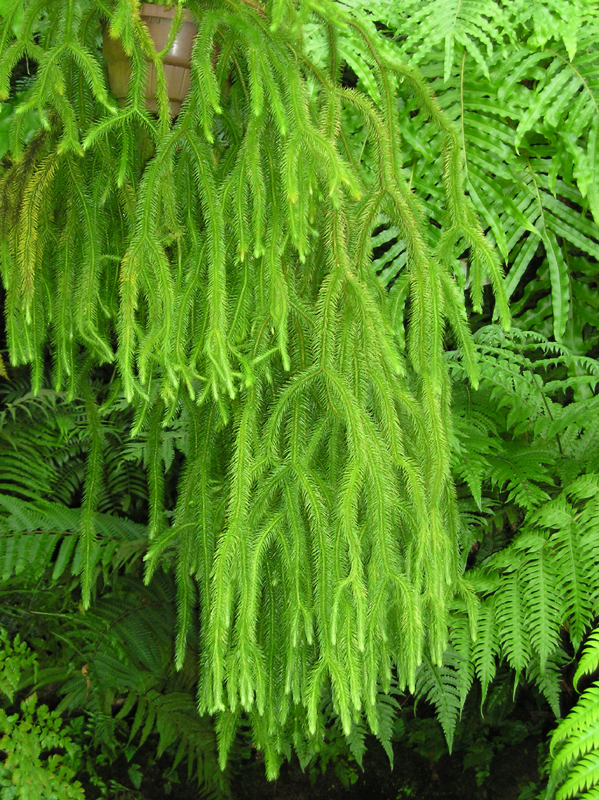
Huperzia squarrosa (Tropisch Azië)